# Bitjug
Bitjug (russisk: Битюг) er en flod i Tambov og Voronezj oblast i Rusland. Den er en venstre biflod til Don, og er 379 km lang, med et afvandingsområde på 8.840 km².
Bitjug ligger på Oka-Donsletten, og løber i nord-syd retning gennem en bred og stedvis sumpet dal. Den vestre bred er høj og skovklædt, mens østbredden er lav og består hovedsageligt af opdyrket sletteland. Floden får størstedelen af sin vandføring fra snesmelting, og middelvandføringen er på 18,2 m³/s.
Floden er islagt fra december til månedsskiftet marts/april. Ved floden ligger byen Bobrov.
50°37′33″N 39°55′18″Ø / 50.6258°N 39.9217°Ø